# Piper insectifugum
Piper insectifugum là một loài thực vật có hoa trong họ Hồ tiêu. Loài này được C.DC. ex Seem. miêu tả khoa học đầu tiên năm 1868.